# Líder (revista sobre juegos)
Líder fue una revista española, hoy en día ya descontinuada. Especializada en juegos de guerra y de rol, fue publicada de forma intermitente por diferentes editoriales barcelonesas entre 1979 y 1985 (bajo el título MS, iniciales de Maquetismo y Simulación) y entre 1986 y 2003 (bajo el título definitivo de Líder).

## Historia

### Orígenes
Los orígenes de la revista Líder se remontan a los años 70, antes incluso de que fuera publicada bajo el título con el que más se la recuerda hoy en día. En aquellos años, en España, se había formado ya un nutrido grupo de aficionados a los juegos temáticos y de guerra, importados de Estados Unidos por un número todavía entonces muy reducido de tiendas especializadas, situadas principalmente en Madrid y Barcelona.
Al mismo tiempo que regresaba la Generalidad de Cataluña en 1977, se empezó a formar en Barcelona una asociación constituida por pilotos supervivientes de las F. A. R. E. (Fuerzas Aéreas de la República Española) y conocida como el Aeri Popular de Catalunya. Sucedió entonces que un barcelonés aficionado a los juegos de guerra, Alfons Cànovas, era contactado por los veteranos del Aeri Popular de Catalunya a finales de 1977 para ser el jefe de sección de la sección juvenil del club, que estaría dedicada al modelismo militar y al simulacionismo bélico sobre tablero y diorama. Cànovas y sus compañeros de juego accedieron encantados y al año siguiente, en 1978, se creaba oficialmente Maquetismo y Simulación, el primer club de juegos de simulación y rol de España, al ser los estatutos legales del Aeri Popular oficialmente aprobados por el presidente Tarradellas. Al principio Maquetismo y Simulación solo fue una sección del Aeri Popular, pero a principios de los años 1980 la sección obtuvo sus propios estatutos y se erigió en club oficialmente independiente. En los años 1977 y 1978 los socios fundadores de Maquetismo y Simulación fueron cinco: Alfons Cànovas, Joaquín Tena, Enrique Jimeno, Carlos Niño y Lluís Salvador.

### MS(1979-1985)
En 1979, Joaquín Tena propuso la creación de un boletín interno informativo. Fue así como con la ayuda de Lluís Salvador lanzó la primera revista española dedicada a juegos de guerra y de rol, MS (iniciales de Maquetismo y Simulación). En los números emitidos (que no publicados, por ser boletín interno) por Tena y Salvador, los cuatro primeros, solo se trató el tema del wargaming, pero a partir del número 5 una nueva junta directiva encabezada por Xavier Pérez Rotllán tomó la dirección de la sección y los juegos de rol empezaron a ser mencionados y descritos desde el número 6 del boletín, sobre todo Traveller y Dungeons & Dragons, este último tanto en sus versiones básicas (Basic Rules Set y Expert Rules Set) como en su versión avanzada (Advanced Dungeons & Dragons). Los principales colaboradores de la revista en su etapa de boletín fueron el mismo Joaquín Tena, Lluís Salvador (que en 1991 sería el traductor de Killer, el primer juego de rol en vivo publicado en España), y a partir del número 5, en 1981, algunos socios de segunda generación, como el ya citado Xavier Pérez Rotllán, los hermanos Cebrián (Juan Carlos Cebrián y Francisco Cebrián) y Jordi Zamarreño (que en 1988 fue el traductor de la primera publicación en España del juego de rol La llamada de Cthulhu). Este último, junto a Juan Soteras, fue uno de los grandes difusores y defensores de los juegos de rol en el seno de un club principalmente dedicado a los juegos de simulación bélica sobre diorama o tablero.
En total, deste 1979 hasta 1985, se publicaron 17 números de MS. Además, en 1984, alcanzado ya su número 9, MS dejó de ser un simple boletín interno y adquirió estatus oficial de revista al ser inscrita por primera vez en el registro del depósito legal.

### Líder (1986-1987)
La segunda etapa de MS tocó a su fin en diciembre de 1985 al ser publicado el número 17, por aquellos entonces trimestral. Para marzo de 1986, en vez de publicar un número 18 de MS, Xavier Pérez Rotllán decidió relanzar la publicación con una nueva numeración, un nuevo número de depósito legal y con un nuevo nombre, Líder. El proyecto se materializó en el plazo previsto y el número 1 de Líder, segunda época de MS, vio la luz en marzo de 1986. Para que la revista tuviera una estructura más profesional, Pérez Rotllán atribuyó el puesto de redactor jefe a un miembro de otro club de juegos de simulación de la capital catalana, José López Jara del Club Ares, (fundado en 1983). Rotllán encargó la maquetación y los aspectos gráficos de la revista a Luis d'Estrées, un aficionado a la historieta al que había conocido en Maquetismo y Simulación.
Esta nueva etapa constó de 5 números (publicados trimestralmente entre marzo de 1986 y junio de 1987), y a pesar de titularse Líder se denominó «segunda época» en referencia a MS. De hecho, las letras MS aparecían todavía citadas junto al logotipo de encabezamiento de la portada. Luis d'Estrées no sólo se ocupó de la maquetación sino que diseñó ese logotipo, el primero de todos los que tendría Líder a lo largo de sus diferentes épocas. Sin embargo d'Estrées estaba entonces mucho más interesado en los juegos de rol que en los juegos de simulación bélica sobre tablero, tema principal de Líder en aquella época. El 23 de marzo de 1986, cuando el primer número de Líder acababa de ser publicado, d'Estrées reunió en Barcelona a catorce amigos suyos, siete chicos y siete chicas, y juntos fundaron el club de rol Auryn, el primer club español en estar dedicado exclusivamente a los juegos de rol. D'Estrées continuó en la maquetación de Líder hasta el número 3, de octubre de 1986, y de este modo, abandonando la revista de Maquetismo y Simulación, se dedicó por completo a la fundación de la revista de su propio club, Troll, la publicación oficial de Auryn, cuyo primer número vio la luz en noviembre de 1986. Y del mismo modo que Auryn había sido el primer club exclusivamente versado en juegos de rol Troll fue la primera revista también exclusivamente especializada en juegos de rol (MS y Líder se dedicaban efectivamente tanto a juegos de tablero como a juegos de rol, pero sin estar exclusivamente especializadas en una u otra clase de juegos). 
Esta etapa de Líder contó con numerosos problemas económicos, y a pesar de distribuirse por algunas tiendas especializadas de Barcelona desde 1984, cuando aún se llamaba MS, y de cumplir con su regularidad trimestral, el comité de redacción buscó nuevas fuentes de financiación. Para dar liquidez a la publicación, José López Jara introdujo en el equipo de la revista a Francesc Matas Salla en 1986, que poco a poco fue adquiriendo la propiedad de la revista. Los miembros de Líder Xavier Rotllán y Francisco Cebrián no estuvieron de acuerdo con esta pérdida de la independencia de Líder (Francesc Matas era el propietario de Joc Internacional, una editorial privada) y fundaron entonces una nueva revista, Alea. A diferencia de la revista que fundara d'Estrées en 1986, Troll, Alea estaba especializada sobre todo en juegos de tablero y de guerra (los así llamados wargames), aunque publicó ocasionalmente artículos sobre juegos de rol.

### Líder y Joc Internacional (1987-1998)
Francesc Matas Salla ya era conocido en aquella época por importar juegos de tablero (principalmente en francés e inglés) desde 1984 a través de su puesto de responsable de marketing en la empresa Joc Play. Sin embargo, a partir de 1985 ya había fundado su propia editorial, Joc Internacional. Convencido de las posibilidades de la revista, Matas Salla fue comprando poco a poco las participaciones del resto de miembros del equipo de Líder y en noviembre de 1987, tras haber reunido a un nuevo equipo de redacción lanzó una nueva etapa que se iniciaba con un nuevo número uno, indicándose en la portada que se trataba de la «tercera época».
Esta nueva etapa era bimestral, costaba 300 pesetas (1,80 euros) y estaba dedicada a los juegos de estrategia y rol, según indicaban las portadas. Al contar con una inversión mayor de capital, contó con una tirada mayor que le permitió llegar a otras ciudades, de tal modo que su vida se alargó de noviembre de 1987 hasta enero de 1998, publicándose un total de sesenta y dos números. Tal fue el éxito de la revista durante estos años que Joc Internacional llegó incluso a abrir una sucursal en Argentina, donde un equipo de redacción local se encargaba de crear y publicar Líder Argentina, la versión transatlántica de Líder. 
La revista alcanzó especial preeminencia en 1994, cuando el «crimen del rol» desató la alarma social en los medios de masas La revista publicó una declaración formal como «carta abierta» sobre el asunto, descargando responsabilidad de los juegos de rol en el crimen y destacando su capacidad formativa y socializadora. Por esa época ya era claro que la publicación era una de las cabeceras indispensables para la difusión y comprensión de los juegos de rol en España.
A pesar del éxito y fama de la publicación, en 1998 la situación económica de Joc Internacional llevó a Francesc Matas a cerrar las puertas de la editorial, y Líder dejó de publicarse. 

### Líder y La Caja de Pandora (1999-2001)
Tras un año desaparecida, La Caja de Pandora apareció como heredera de Joc Internacional, ocupando de hecho los mismos locales de Joc Internacional. Esta nueva etapa comenzó en 1999, y publicó un total de once números hasta su cierre en agosto de 2001, desapareciendo la propia editorial tras declararse en bancarrota al año siguiente. 
Entre las novedades que presentaba esta nueva etapa destacaban unas portadas dibujadas en un estilo manga con cierto tono erótico, característico de la editorial, contenidos a color y la inclusión de un CD que aumentó el precio de la revista. Los contenidos del CD eran dispares, desde tráileres de películas a complementos de juego o juegos de rol completos.

### Líder y Proyectos Editoriales Crom (2002-2003)
Aprovechando el fondo editorial de Joc Internacional y La Caja de Pandora, se fundó  Proyectos Editoriales Crom, que publicó cinco números de Líder entre 2002 y 2003, desapareciendo la propia editorial en 2004.
Cabe destacar de esta última etapa la fusión de la revista Líder con Arena, una revista especializada en juegos de cartas coleccionables que se había fundado en 2001 para reemplazar a la revista Urza, que a su vez había sido publicada por La Factoría de Ideas desde noviembre de 1994 y que también estaba especializada en juegos de cartas.

## Épocas deLíder
- 1979-1985: MS, primer boletín (y más tarde revista) impreso y distribuido por el club Maquetismo y Simulación (17 números). Fundador principal: Joaquín Tena.
- 1986-1987: segunda época, publicada también en el seno de Maquetismo y Simulación pero esta vez con el título de Líder y con la colaboración de José López Jara y Luis d'Estrées (5 números). Fundador principal: Xavier Pérez Rotllán.
- 1987-1998: tercera época, publicada por Joc Internacional (62 números). Fundador principal: Francesc Matas Salla.
- 1999-2001: continuación de la tercera época pero con una nueva numeración, publicada por La Caja de Pandora (11 números). Fundador principal: Eduard García.
- 2002-2003: quinta época, publicada por Proyectos Editoriales Crom (5 números).

## Ilustradores
Una vez más las portadas realizadas por los artistas más célebres fueron las de la época de Joc Internacional. Arnal Ballester fue un colaborador asiduo tanto de la editorial barcelonesa como de la revista Líder, para la que firmó numerosas portadas desde el mismo número 1 de la serie de Joc, además de aportar a esta última su propio logotipo, reemplazando así el logo de la segunda época, diseñado por Luis d'Estrées. Otros ilustradores de portadas de la Líder de la tercera época fueron por ejemplo Max, Eduardo García Segura, Das Pastoras o Albert Monteys. Este último (que ha sido director de la revista satírica El Jueves de 2006 a 2011) ganó gran popularidad y aceptación entre los lectores de Líder gracias a las tiras cómicas que dibujaba para cada número. La primera fue publicada en el número 17 (siempre dentro de la serie de Joc). Su título variaba de un número a otro pero siempre estaba presentada por el «Tío Trasgo», un personaje que encarnaba a los juegos de rol y que posteriormente se vio completado por su contrapartida, el «Tío Napo», una caricatura de Napoleón que encarnaba a los wargames. En los últimos números de esta misma tercera época, por Joc Internacional, Monteys reemplazó la tira del Tío Trasgo y del Tío Napo por una nueva tira titulada El club, en la que se relataban las aventuras y desventuras de un grupo de jóvenes jugadores que para sus actividades lúdicas habían obtenido el usufructo de un local público, caso de figura que realmente llegó a producirse en numerosos municipios españoles durante los años 90.
En la época de La Caja de Pandora (1999-2001) el principal ilustrador fue Manuel Carot (conocido como «Man»). Por ejemplo, todas las portadas de esa serie de números fueron ilustradas por él.

## Colaboradores importantes
De los numerosos autores de artículos publicados en Líder los siguientes son sólo algunos ejemplos, elegidos entre los más importantes:
Joaquín Tena, Lluís Salvador, Juan Carlos Cebrián, Francisco Javier Cebrián, Xavier Pérez Rotllán, Juan Soteras Broto, Joan Parés, Ignasi Solé, Jordi Zamarreño, José López Jara, Luis d'Estrées, Javier Hoyos, Ricard Ibáñez, Javier Gómez, Eduard García, Andrés Asenjo, Luis Serrano Cogollor, Karl Walter Klobuznik, Álex de la Iglesia, Xavier Salvador i Vilalta, Enric Grau, Alejo Cuervo, Francisco Franco Garea, Jordi Cabau, David Revetllat i Barba, Sergi Cubells, Miguel Aceytuno, Jorge Carrión.

## Importancia histórica
Por haber sido publicada a lo largo de más de dos décadas entre 1979 y 2003, Líder es una revista de una gran importancia para el conocimiento de los orígenes y de la historia de los juegos de rol en España. Sus años de existencia corresponden a aquellos en los que nacieron y se consolidaron en España tanto el mercado de los juegos de rol como todas las actividades relacionadas con ellos: fundación de los primeros clubes, primeros fanzines, primeras revistas, primeros juegos de rol importados o traducidos en España, primeros juegos de rol de producción autóctona española, primeras partidas de rol en vivo, primeras jornadas (las JESYR fueron las primeras en España), primeros actos públicos, concursos, fundación de las primeras asociaciones de nivel regional o nacional etc. Los estudios realizados hasta ahora han recurrido a las páginas de Líder para documentarse sobre dicho período pionero del rol español:

1.2.2.2 PUBLICACIONES PERIÓDICAS SOBRE EL OBJETO DE ESTUDIO.

En este punto hay que reseñar la gran utilidad prestada por una serie de revistas que versan sobre los juegos de rol. Gracias a ellas hemos podido tener conocimiento de las fechas de inicio de este fenómeno, su historia y la evolución de sus principales juegos, entre otros datos.
Las revistas que hemos consultado son:
Dragón (etapas primera y segunda).
Dos de diez 2D10 (etapas primera y segunda).
Líder.
RPG Magazine.
Troll.
SEVILLANO PAREJA Héctor, Estudio del sector editorial de los juegos de rol en España: historia, tipología, perfil del lector, del autor, del traductor y del editor, pp. 62-63.

Del mismo modo, se la usa como fuente en el número que la revista "Teoría de la Educación" de la Universidad de Salamanca dedicó de forma monográfica a este campo, con el título de "Perspectiva educativa y cultural de juego de rol", en noviembre de 2010. De alguno de sus artículos, se escribe que conviene leerlo, si se quiere conocer algo de la historia editorial de los juegos de rol en España.
Líder (1979, titulada entonces MS) fue la primera revista española en tratar sobre los llamados juegos de simulación (término que reúne a juegos de rol y de guerra, esencialmente). La especialización en uno de estos dos tipos de juegos vino después, con la llegada de revistas un poco más tardías, principalmente con Troll (1986), primera revista española exclusivamente especializada en juegos de rol, y Alea (1987), primera en versar ante todo sobre juegos de guerra.